# 卡门涡街
卡门涡街，即卡门涡、卡门涡流（Kármán vortex street）是一个空气动力学术语，指流体中安置的阻流体，在特定条件下會出現不穩定的邊界層分離，阻流体下游的两侧，会产生两道非对称排列的旋涡，其中一侧的旋涡循时针方向转动，另一旋涡则反方向旋转，这两排旋涡相互交错排列，各个旋涡和对面两个旋涡的中间点对齐，如街道两边的街灯一般，故名涡街。
该现象由匈牙利裔美国空气动力学家西奥多·冯·卡门最先从理论上阐明而得名。河水流过障碍物时，经常可见卡门涡街，冯·卡门曾在意大利北部博洛尼亚的一所教堂裡，目睹一幅聖克里斯多福背负耶穌化身的兒童，赤足渡河的油画，画家画出聖克里斯多福的脚跟在河水中造成两排交错的旋涡，这是冯·卡门关于卡门涡街论述的最早记录。

## 历史

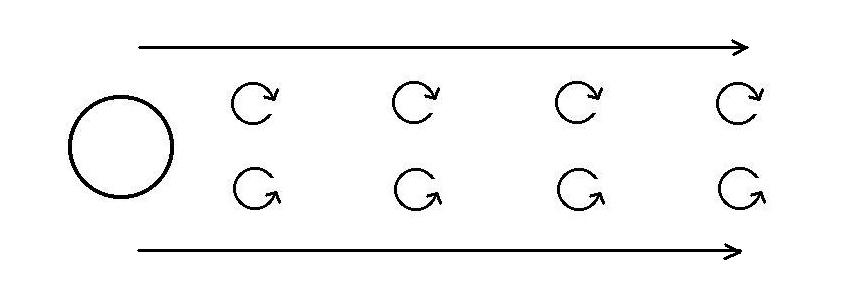
冯·卡门第一个假设旋涡对称排列

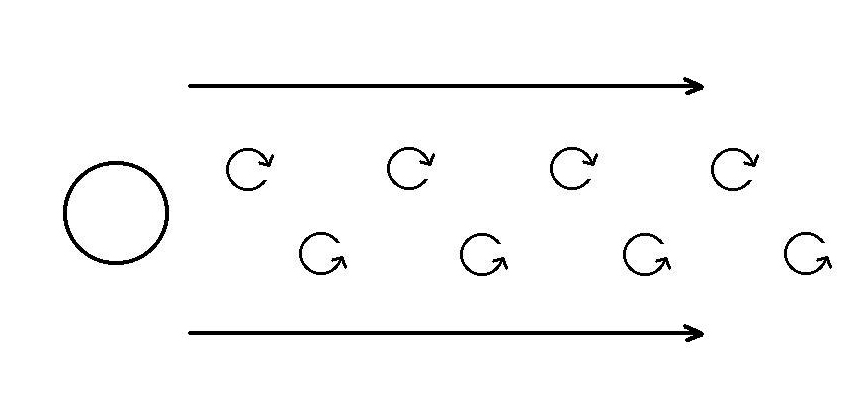
卡门涡街

1911年，西奥多·冯·卡门在德国哥廷根大学空气动力学家路德维希·普朗特手下任助教。当时普朗特正研究边界层现象，他讓一位攻读博士学位的研究生卡尔·希门茨（Karl Hiemenz）设计一个流水槽，以便观察流水经过一个圆柱体时的边界层，並命希门茨测量圆柱体表面上不同点的压力。希门茨发现圆柱体表面的压力并非如预期的平稳，而是剧烈地振动。他将这个情况向普朗特汇报，普朗特说，“你的圆柱体显然不圆”。希门茨细心将圆柱体磨了又磨，测了又测，不见改进。冯·卡门走过实验室时不在意地问道：“卡尔，怎么样了”？卡尔答道“还是振动”，过几天又问：“卡尔，怎么样了？”，“还是振动得厉害”。这引起了冯·卡门的注意，他想“也许振动不是偶然的，而是由内在原因决定的”。于是冯·卡门从理论上进行思考，起初他设想圆柱体后的水流形成两道对称排列但反方向的旋涡，但发现这种状态不能维持，很快不稳定。于是他假设两道旋涡交错排列，计算结果表明这种状态能够维持。冯·卡门将计算结果向导师普朗特报告。普朗特命冯·卡门写出论文发表。这是冯·卡门的第一篇论文，也是他的成名之作。冯·卡门关于卡门涡街的理论被后来的实验证实。“卡门涡街”的名称，沿用至今。

## 卡门涡街形成的条件

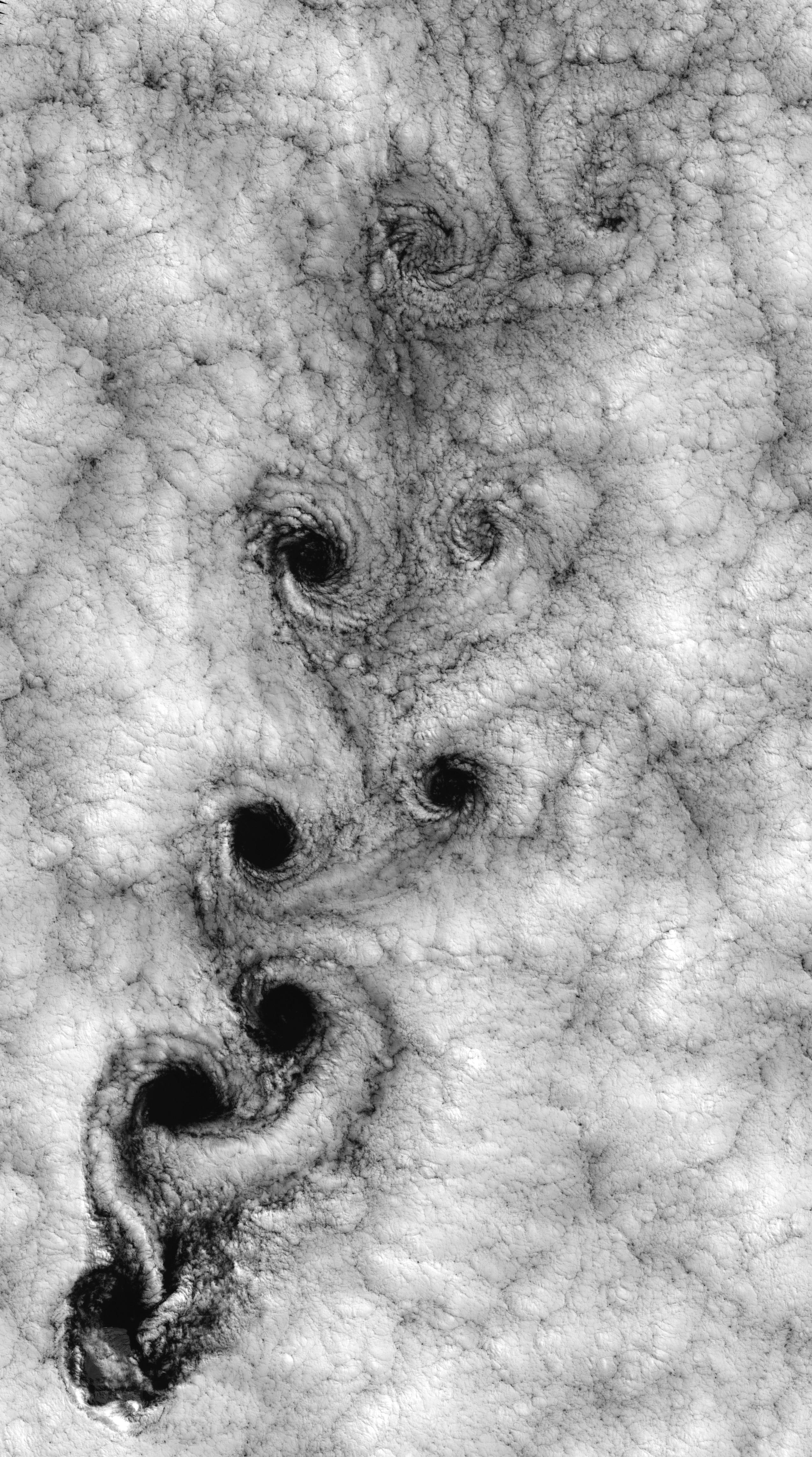
美国太空总署拍摄的智利海岸的胡安·費爾南德斯群島周围的风引起的卡门涡街

卡门涡街的形成条件：对于在流体中的圆柱体雷诺数（47<Re<105）。
- 当雷诺数=30时，圆柱体后的液体呈平陆状态；
- 当雷诺数=40時，圆柱体后的液体开始出现正弦式波动；
- 当雷诺数=47時，圆柱体后的液体，前端仍然呈正弦状，后端则逐渐脱离正弦波动；
- 当雷诺数>47時，圆柱体后的液体，出现卡门涡街
- 当雷诺数在50至85之间，圆柱体后的液体压力，呈等振幅波动
- 当雷诺数=185时，圆柱体后的液体压力，呈非均匀振幅波动。[3]

## 卡门涡街频率
卡门涡街起因流体流经阻流体时，流体从阻流体两侧剥离，形成交替的涡流。这种交替的涡流，使阻流体两侧流体的瞬间速度不同。流体速度不同，阻流体两侧受到的瞬间压力也不同，因此使阻流体发生振动。振动频率与流体速度成正比，与阻流体的正面宽度成反比。卡门涡街频率与流体速度和阻流体（旋涡发生体）宽度有如下关系：
　f=StV/d
其中：
f=卡门涡街频率
St=斯特劳哈尔数（~0.2）
V=流体速度
d=阻流体迎面宽度
4毫米粗的电线，在每小时90公里的风速下，卡门涡街频率为：
{\displaystyle f=0.2\cdot {\frac {25}{0.004}}\ \mathrm {Hz} =1250\ \mathrm {Hz} }.
涡街流量计，通过测量卡门涡街频率，测得流量。

## 应用

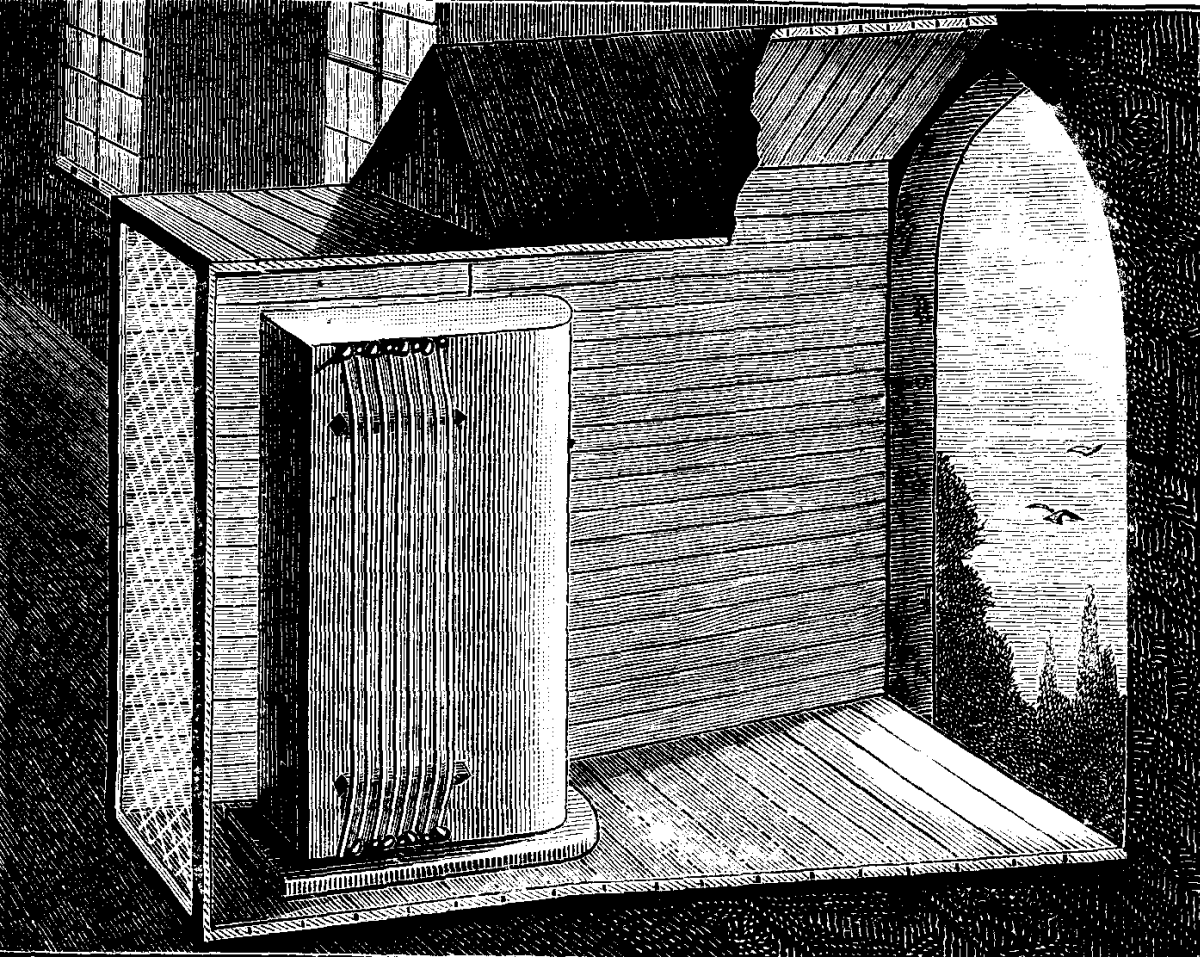
德国巴登古堡中的风弦琴

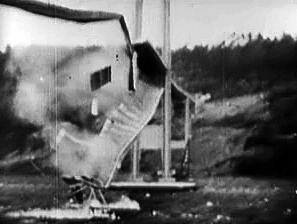
塔科马海峡吊桥崩塌

卡门涡街可以解释许多现象。在冯·卡门论文发表后，英国物理学家约翰·威廉斯特拉斯·瑞利勋爵最先应用卡门涡街理论，他在1915年发表一篇论文，用卡门涡街的交替旋涡解释风弦琴的发声原理。风弦琴在十八世纪欧洲流行，在木制共鸣箱上安装几条琴弦，风吹琴弦，产生卡门涡街，卡门涡街频率和琴弦的固有频率產生共振而发声。中国古代在风筝上安装竹片，风吹發声如筝，也是卡门涡街原理造成的。其他例子包括风吹电线发声等等。
1937年德国物理学家古切（F. Gutsche），用卡门涡街來解释船舶的螺旋桨在水中发出的声音。一位法国潜水艇水兵告诉冯·卡门，当他那艘潜艇的航速超过7节时，潜望镜的旋涡和潜望镜的固有频率发生共振，因此潜望镜完全不能使用。1950年英国物理学家卡尔文·冈维尔（Calvin Gongwer）用卡门涡街解释为什么船舶的水翼，以及潜水艇的螺旋桨会发出高频率的声音；当时美国一艘核潜艇的螺旋桨就有这个毛病，在水下潜行时容易被敌方的声纳探测出来。他和老师冯·卡门一道研究出改进美国核潜艇的螺旋桨的方法，解决了这个问题。

## 建筑物共振及倒塌
卡门涡街可能導致建筑物发生共振，甚至因此倒塌。最著名的是1940年11月7日美国华盛顿州塔科馬海峽吊橋（Tacoma Narrow Bridge）崩塌事件，這次事件的過程有完整拍攝成影片。
塔科马海峡吊桥倒塌后第二天，华盛顿州州长宣布吊桥设计牢靠，计划原样重建。冯·卡门觉得此事不妥，便觅来一个塔科马海峡吊桥模型，放在书桌上，开动电扇吹风，模型开始振动，当振动频率达到模型的固有频时，发生共振，模型振动剧烈。塔科马海峡吊桥倒塌事件的元凶，正是卡门涡街所引起桥梁共振。
其后冯·卡门令助手在加州理工学院风洞内，进一步测试塔科马海峡吊桥模型以取得数据，然后发电报给华盛顿州州长：“如果按旧设计重建一座新桥，那座新桥会一模一样地倒塌”。州长设立塔科马海峡吊桥倒塌事件考察小组，冯·卡门為成员之一。经一番争论，冯·卡门最终说服了当时不懂空气动力学知识的桥梁设计师，在建新桥之前，先将桥梁模型进行风洞测试。会议决定采用新的设计來避免卡门涡街对桥梁引起的祸害。
圆柱形的工厂烟囱或冷却塔也有可能因卡门涡街引起共振而倒塌。1965年11月，英国西约克郡费里布里奇发电站两座一百多米高的冷却塔，在大风中因卡门涡街引起共振倒塌。解决办法是在烟囱或冷却塔的上端安装螺旋形的扇叶，避免卡门涡街形成。
2020年5月，位於珠江出海口虎門水道的虎门大桥發生“渦振”，原因是在橋面設置了“水馬”，改變了橋面的氣動外形。
2021年，位於深圳的賽格大廈劇烈搖晃，專家初步估計是由卡門渦街所造成的。

## 纪念
1992年匈牙利发行一张冯·卡门纪念邮票，以卡门涡街为背景。